# Ester Lindahls stipendium
Ester Lindahls stipendiefond instiftades i samband med Ester Lindahls frånfälle 1920.
När Lindahl avled efterlämnade hon en förmögenhet och en betydande konstsamling. En del av hennes förmögenhet användes för att bilda en stiftelse för att dela ut resestipendier till yngre målare, grafiker eller skulptörer som ännu inte fyllt 40 år. Stipendiet har med några få undantag utdelats sedan 1922. Stipendiet är helt fristående och har ingen koppling till någon myndighet eller konstinstitution och pristagarna utses av en nämnd bestående av konstnärer och stiftelsens sekreterare. Den första nämnden utgjordes av skulptören Christian Eriksson målarna Karl Nordström och Nils Kreuger. Lindahls konstsamling donerades till Nationalmuseum i Stockholm men förvaras vid Sörmlands museum i Nyköping.   

## Stipendiater genom tiderna
- 1922 – John Sten, Otte Sköld, Axel Nilsson
- 1923 – Nils Möllerberg
- 1924 – Arvid Källström, Gustaf Wolmar
- 1925 – Nils Sjögren
- 1926 – Harry Andersson, Sven Kreuger
- 1927 – Vera Nilsson
- 1928 – Gideon Börje, Eric Hallström, Bror Hjorth
- 1929 – Sven Erixson
- 1930 – Fritiof Schüldt, Gunnar Svenson
- 1931 – Albin Amelin, Alf Munthe
- 1932 – Hugo Zuhr
- 1933 – Nils Nilsson, Sten Dahlström
- 1934 – Edvard Wallenqvist
- 1935 – Ture Dahlö
- 1936 – Holger Almqvist, Gunnar Nilsson
- 1937 – Lars Florén, Sixten Lundbohm
- 1938 – Eric Gnista
- 1939 – Arne Cassel, Fritz Holmer, Elis Eriksson
- 1940 – Sven David Sahlberg
- 1941 – Karl Dahlqvist, Sven Deurell
- 1942 – Alf Lindberg
- 1943 – Jocke Åkerblom, Gunvor Svensson
- 1944 – Simon Sörman, Knut Erik Lindberg
- 1945 – Stina Håfström, Lage Lindell
- 1946 – Liss Eriksson
- 1947 – Uno Vallman, Stig Åkervall
- 1948 – Arne Jones
- 1949 – Ivar Ekelund, Lennart Rodhe
- 1950 – Palle Pernevi
- 1951 – Erik Hallgren, Per Lindekrantz
- 1952 – Margot Hedeman
- 1953 – Carl Riise, Sigfrid Södergren
- 1954 – Torsten Fridh
- 1955 – Bror Fröberg, Gunnar Allvar
- 1956 – Curt Thorsjö
- 1957 – Thorsten Andersson, Bertil Gottsén
- 1958 – Åke Jönsson
- 1959 – Tom Krestesen, Torsten Renqvist
- 1960 – Erik Törning
- 1961 – Anne Fogde, Ingegerd Möller
- 1962 – John Wipp, Christer Sjögren
- 1963 – Gösta Dagermark, Jörgen Fogelquist, Birgitta Lundberg-Söderström, Gunnar Larson
- 1964 – Olle Agnell, Jan Steen, Ingvar Hurtig, Pye Engström
- 1965 – Berit Lange, Sven-Bertil Svensson, Berto Marklund
- 1966 – Lena Cronqvist, Gösta Gierow, Wive Larsson
- 1967 – Arne Charlez, Gunnel Heineman, Ulla Zimmerman
- 1968 – Lars Hillersberg, Rolf O. Eriksson, Ingemar Svensson
- 1969 – Erik Dietman
- 1970 – Börje Svensson, Tommy Östmar
- 1971 – Else-Maj Johansson
- 1972 – Lars Haag, Hanns Karlewski
- 1973 – Curt Asker
- 1974 – Gunilla Bade, Sölve Olsson
- 1975 – Göran Hellberg, Lars-Olov Wiberg
- 1976 – Lenny Clarhäll, Ingemar Nygren
- 1977 – Kjell Andersson, Stina Carlson
- 1978 – Jimmy Andersson, Margareta Linton-Lindecrantz
- 1979 – Mårten Glauman
- 1980 – Petter Zennström, Gun Maria Pettersson
- 1981 – Kjell Åström
- 1982 – ingen utdelning
- 1983 – Bo Larsson, Göran Hägg
- 1984 – Kjell Strandqvist, Bernt Sundberg
- 1985 – Björn Krestesen, Peter Tillberg
- 1986 – Torgny Larsson
- 1987 – Lasse Söderberg, Lars Ekholm, Tamara Malmeström Theselius
- 1988 – Jan Runefelt, Tommy Johansson
- 1989 – Irina Gebuhr, Rolf Hanson
- 1990 – Susan Gillhög, Anette Senneby
- 1991 – ingen utdelning
- 1992 – Mia Vendel, Bo Wetteryd, Leo Pettersson
- 1993 – Lena Kriström, Lars Arvidsson
- 1994 – Carina Wallert, Magnus Wallin, Christina Olivecrona, Martin Ålund
- 1995 – Louise Fenger-Krog, Susanna Nygårds, Charlotte Öberg
- 1996 – Magnus Carlén, Christina Cavallin, Pia Hedström
- 1997 – Karin Andersson, Bianca Maria Barmen, Maria Bergström, Susanna Gunnarsson, Petter Hellsing, Ann Kristin Källström, Annelie Pihlgren
- 1998 – Gertrud Alfredsson, Ingela Johansson, Peter Johansson, Cecilia Sikström
- 1999 – Annelie Aaltonen, Gunnar Larsson, Klara Kristalova
- 2000 – Alexandra Kern, Hans Olofsson, Alexandra Skarp
- 2001 – Helena Isoz, Yngve Rådberg, Richard G Carlsson
- 2002 – Åsa Davidsson, Harri Monni, Susanna Bjurling
- 2003 – Ola Pehrson, Bengt Jansson-Wennberg
- 2004 – ingen utdelning
- 2005 – Veronica Brovall, Per Enoksson, Maria Boij, Susanne Simonsson
- 2006 – Tomas Gilljam, Carl Hammoud
- 2007 – Roger Hansson, Åsa Norberg
- 2008 – Ulrika Segerberg, Daniel Hoflund, Aleksandra Kucharska, Eric Magassa
- 2009 – Maria Bajt, John Rasimus, Peter Köhler
- 2010 – Kristofer Wigren, Stina Stigell, Martin Dahlqvist
- 2011 – Lisa D Manner, Kristina Benght, Johannes Heldén, Magali Cunico
- 2012 – Elisabet Thun, Nanna Nordström, Johan Furåker
- 2013 – Malin Franzén, Maria Nordin, Knutte Wester
- 2014 – Johnny Höglund, Johan Österholm, Ditte Ejlerskov
- 2015 – Sofia Bäcklund, Ana-Maria Hadji-Culea, Michael Johansson
- 2016 – Sebastian Mügge, Shiva Anoushirvani, Elisabeth Frieberg
- 2017 – Hans Andersson, Linnea Sjöberg, Aina Chaiderov, Anton Alvarez
- 2018 – Jens Fröberg, Mafune Gonjo, Nils Lövgren
- 2019 – Leonela Lilja, Johan Folkesson Karlsson, Isak Anshelm
- 2020 – Simon Gran Danielsson, Malin Bernalt, Nicklas Randau
- 2021 – Anna Andersson,  Ina Nian, Jonathan Pihlgren